# Klaus Ulrich Leistikow
Klaus Ulrich Leistikow (Estetino, 15 de abril de 1929 – Frankfurt, 19 de janeiro de 2002) foi um naturalista e paleobotânico alemão. Foi professor visitante da Universidade Federal do Rio Grande do Sul (UFRGS) e diretor do Instituto de Botânica da Universidade de Frankfurt, onde era professor.

## Biografia
Klaus nasceu em 1929 na cidade de Estetino, que na época era a capital da Pomerânia, na Alemanha e hoje se encontra em território polonês. Estudando na Inglaterra, Klaus defendeu seu doutorado e em seguida começou a trabalhar no Instituto de Botânica da Universidade de Tübingen. Foi professor visitante, entre os anos de 1970 e 1972 na Universidade Federal do Rio Grande do Sul (UFRGS), em Porto Alegre, onde teve contato com vários pesquisadores brasileiros.
Em 1974, foi nomeado diretor do Instituto de Botânica da Universidade de Frankfurt, cargo que ocupou até sua aposentadoria, em 1994. Ainda em 1974, foi nomeado para o Museu de História Natural Senckenberg, em Frankfurt, continuando seus trabalhos científicos no instituto administrador do museu até sua morte.
Entre 1988 e 1991, foi diretor administrador do Instituto Botânico e Jardim Botânico da Universidade de Frankfurt. Seu trabalho nas duas instituições o levou a ser nomeado, em 1989, como Comissário da Universidade para o Palmengarten, um dos três jardins botânicos de Frankfurt. Durante este tempo, Klaus também conseguiu renovar partes do Jardim Botânico e seu departamento de sistemática vegetal.
Em paleobotânica estudou de maneira pioneira calamites fósseis, fóssil importante para encontrar jazidas de carvão, a filogenia das Equisetales, evolução vegetal e conquista das superfícies terrestres e florestas paleozoicas. Na área de lenhos fósseis, estudou formas biomecânicas e de crescimentos de plantas lenhosas, assim como a história da imigração de espécies lenhosas especialmente norte-americanas na Europa.
Escreveu o livro The Woodbook, livro de referência de designers, carpinteiros, artistas e naturalistas, onde são reproduzidas em alta resolução lâminas com padrões lenhosos de várias espécies de árvores.

## Morte
Klaus morreu em 19 de janeiro de 2002, em Frankfurt, aos 80 anos.

## Linhas de pesquisa
- Floras Paleozóicas
- Paleofitogeografia
- Fitoestratigrafia
- Paleofitoecologia
- Evolução vegetal